# Ten Brinke
Ten Brinke ist ein privates niederländisches Immobilien- und Bau-Unternehmen. Es hat einen Fokus auf Industrie- und Gewerbebau und besitzt Niederlassungen in Deutschland, Spanien, Portugal und Griechenland.
Das Familienunternehmen existiert in vierter Generation.

## Geschichte
1902 gründete Theodorus ten Brinke seinen eigenen Betrieb. 1950 übernahm die zweite Generation, 1966 die dritte und 1994 die vierte. 1982 zieht das Unternehmen nach Varsseveld. 2005 wird die Niederlassung in Spanien eröffnet, 2008 in Griechenland und 2019 in Portugal.
2012 wurde die Ten Brinke Foundation gegründet, mit dem Ziel, die Lebensumstände der Menschen in den ärmsten Ländern der Erde nachhaltig zu verbessern.

## Markt und Kunden
82 % des Umsatzes werden in Deutschland, 14 % in den Niederlanden und 4 % in Spanien erbracht.
Das Unternehmen hat einen Fokus auf Industrie- und Gewerbebau. Zu den Kunden gehören Aldi, Lidl, Hit, Kaufland, Edeka, DM, Takko und die Deutsche Telekom.
in Pforzheim entwickelt und baut ten Brinke in den 2020er Jahren das umstrittene  Projekt Schlossberghöfe zur Entwicklung der Innenstadt Ost.